# Wampir (opowiadanie)
Wampir (ang. The Vampyre: A Tale) − tytuł opowiadania grozy autorstwa Johna Williama Polidoriego. Wampir napisany został w 1819 na podstawie opowiadania Fragment of a Novel autorstwa Lorda Byrona i uważany jest za jego kontynuację. Niedokończone opowiadanie Byrona powstało w ramach konkursu pomiędzy Polidorim, Mary Shelley, Byronem i Percym Shelleyem w czerwcu 1816 w rezydencji Villa Diodati. W tym samym konkursie powstała powieść Mary Shelley pt. Frankenstein. Wampir jest często uważany za protoplastę romantycznego gatunku fantasy o wampirach. Opowiadanie zostało przetłumaczone na polski i wydane w Polsce w 1990.